# Nedžad Salković
Nedžad Salković (Tuzla, 6. siječnja 1941.), bosanskohercegovački pjevač.
Jedan je od najpoznatijih bosanskohercegovačkih izvođača sevdalinke. Po mnogima je jedan od najboljih tumača glazbene filozofije bosanske sevdalinke. Zbog svog elegantnog i profinjenog nastupa na pozornici i pred televizijskim kamerama kolege su ga često zvale princom bosanske sevdalinke.
S nepunih 18 godina, 1. travnja 1958. godine, prvi put nastupa na Radio Tuzli, predstavivši se tradicionalnom sevdalinkom Omer-beže na kuli sjeđaše. Otada počinje njegov uspon k vrhu domaće estradne scene, gdje se drži i danas.

## Diskografija
Snimio je preko 60 albuma, objavljenih na svim vrstama nosača zvuka, a pojavljivao se i u brojnim televizijskim emisijama.

## Uspjesi
Dobitnik je preko 30 festivalskih nagrada, ponijevši istovremeno i niz srebrenih, platinastih i dijamantnih ploča za svoj diskografski uspjeh. 
Od ostalih nagrada izdvajaju se:
- Estradna nagrada Jugoslavije 1986.
- Estradna nagrada Bosne i Hercegovine

Dobitnik je velikog broja društvenih priznanja, među kojima su:
- Oktobarska plaketa grada Tuzle 1982. i 1999.
- Orden Bratstva i jedinstva sa zlatnim vijencem 1987.

## Vanjske poveznice
- Velikani sevdaha u Lisinskom  Arhivirana inačica izvorne stranice od 2. veljače 2014. (Wayback Machine)
- Discogs
- Uspješan susret ogranaka  Arhivirana inačica izvorne stranice od 11. siječnja 2014. (Wayback Machine)